# Třída Istiqlal
Třída Istiqlal je třída hlídkových člunů tuniského námořnictva. Jsou to první válečné lodě postavené tuniskými loděnicemi. Celkem bylo objednáno sedm jednotek této třídy.

## Stavba
Stavba třídy probíhá v tuniské loděnici Societe de Construction Industrielle et Navale (SCIN) ve Sfaxu. Stavba prototypového plavidla probíhala od března 2013 do srpna 2015. Do léta 2018 byly na vodu spuštěny tři čluny této třídy.
Jednotky třídy Istiqlal:
| Jméno              | Spuštěna         | Vstup do služby | Status  |
| ------------------ | ---------------- | --------------- | ------- |
| El Istiqlal (P210) | 21. srpna 2015   | 25. srpna 2015  | aktivní |
| Utique (P211)      | 5. března 2018   |                 | aktivní |
| Kerkouane (P212)   | 8. května 2018   | 25. června 2018 | aktivní |
| El Jem (P213)      | 21. dubna 2021   | 15. října 2021  | aktivní |
| Dougga (P214)      | 7. července 2021 | 15. října 2021  | aktivní |

## Konstrukce
Plavidla jsou vyzbrojena jedním 20mm kanónem a dvěma 12,7mm kulomety. Pohonný systém tvoří dva diesely Rolls-Royce o celkovém výkonu 6400 hp. Nejvyšší rychlost dosahuje 25 uzlů. Dosah je 600 námořních mil.